# Dune perchée

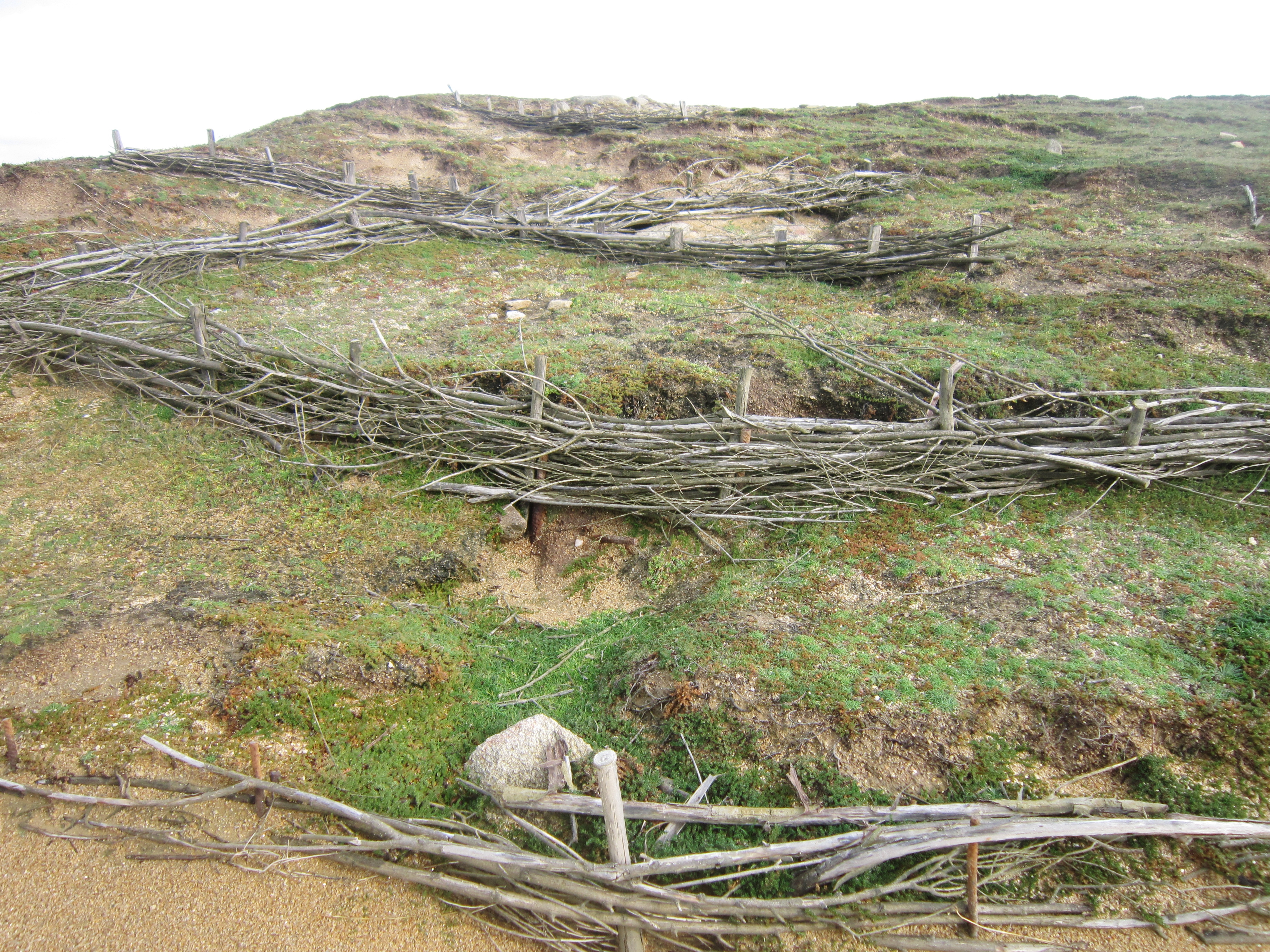
Fascines près de la pointe du Percho (Côte Sauvage de Saint-Pierre-Quiberon) servant à protéger les dunes perchées de l'érosion.

Une dune perchée est une dune située en sommet de falaise. Il s'agit d'une formation peu fréquente dans le monde, parce qu'elle ne se développe que sous certaines conditions géomorphologiques inhabituelles. Parmi les processus pouvant expliquer sa formation, on peut citer les suivants :
- une dune avance sur une pente préexistante, laquelle est ensuite érodée pour former une falaise ;
- une dune se forme pendant une période de haut niveau marin, puis le niveau de la mer s'abaisse, découvrant une paroi de falaise.

Les dunes perchées sont le plus souvent considérées comme des formations côtières, mais elles peuvent aussi se trouver sur les rives de lacs ou de rivières.
Elles sont relativement communes au Danemark, notamment sur la côte occidentale du Jutland.